# Håkan Bergman
Carl-Håkan Bergman, född 23 januari 1954 i Härnösand, är en svensk politiker (socialdemokrat). Han var ordinarie riksdagsledamot 2010–2018, invald för Örebro läns valkrets.
I riksdagen var Bergman ledamot i utbildningsutskottet 2010–2018. Han var ledamot i riksdagsstyrelsen 2016–2018 och dessförinnan ersättare i riksdagsstyrelsen från 2014. Bergman var även suppleant i socialförsäkringsutskottet och socialutskottet.
Bergman var landstingsråd i Örebro läns landsting 2004–2010.[källa behövs] Under perioden 2012–2015 var han ordförande för Örebro arbetarkommun.[källa behövs]